# AK-63
O AK-63 (também designado no exército húngaro como AMM) foi uma variante produzida na Hungria do fuzil AKM, fabricado pela estatal Fegyver- és Gépgyár.
No serviço húngaro, a arma substituiu a AMD-65, que era muito semelhante à AKM porém mais cara para ser produzida e com uma empunhadura mal projetada, tornando-a fácil de ser danificada. Nos anos 70, o Ministério de Defesa da Hungria requisitou que a FÉG produzisse um fuzil mais barato, baseado na AKM Soviética tradicional. Em 1978, a FÉG adicionou um modelo com coronha dobrável ao seu catálogo; desde então, o modelo com coronha de madeira ficou conhecido como AK-63F, e o modelo com coronha dobrável recebeu a designação de AK-63D.
No serviço húngaro, a AK-63F e a AK-63D são conhecidas respectivamente como AMM e AMMS.

## Variantes
- AK-63F (AMM no serviço húngaro): A cópia básica da AKM soviética, com coronha fixa de madeira.
- AK-63D (AMMS no serviço húngaro): Uma cópia da AKMS, com coronha dobrável.
- AK-63MF: AK-63D modernizada com coronha retrátil e trilho Picatinny MIL-STD-1913 para instalação de componentes anexos.
- SA-85M: Versão semiautomática projetada para comercialização no mercado civil nos Estados Unidos, importado pela Kassnar em versões pré- e pós- proibição.
- SA-2000S: AK da época da proibição Clinton com carregadores de fileira única. Criada exclusivamente para o mercado estadunidense.

## Uso
- Hungria: Principal fuzil em serviço no Exército Húngaro
- Irão: Exemplares capturados de soldados iraquianos na década de 1980
- Iraque[1]
- Estado Islâmico[2]
- Somália
- Sri Lanka: Utilizado por rebeldes durante a guerra civil
- Zâmbia
- Nicarágua